# میگل آنخل سوآرس
میگل آنخل سوآرِس (اسپانیایی: Miguel Ángel Suárez‎؛ ۵ ژوئیه ۱۹۳۹–۱ آوریل ۲۰۰۹ میلادی) بازیگر اهل پورتوریکو بود.
از فیلم‌ها یا برنامه‌های تلویزیونی که وی در آن نقش داشته است می‌توان به چه و  موزها (انقلابی قلابی) اشاره کرد.